# أحمد الطيب
أحمد محمد أحمد الطيب الحسَاني (6 يناير 1946: 3 صفر 1365 هـ  -)، الإمام الأكبر شيخ الأزهر (الإمام الثامن والأربعون) منذ 19 مارس 2010. والرئيس السابق لجامعة الأزهر، ومفتي الجمهورية سابقًا، ورئيس مجلس حكماء المسلمين، وهو أستاذ في العقيدة الإسلامية، وكان عضوًا سابقًا بلجنة السياسات في الحزب الوطني الديمقراطي، ويتحدث اللغتين الفرنسية والإنجليزية بطلاقة وترجم عددًا من المراجع الفرنسية إلى اللغة العربية وعمل محاضرًا جامعيًّا لمدة في فرنسا. ولديه مؤلفات عديدة في الفقه والشريعة والتصوف الإسلامي. ينتمي الطيب - وهو من محافظة الأقصر في صعيد مصر - إلى أسرة صوفية ويرأس أخوه محمد الطيب الطريقة الصوفية الخلوتية.

## مولده وتعليمه
ولد الشيخ أحمد الطيب في القرنة بالأقصر جنوب مصر، والتحق بجامعة الأزهر حتى حصل على شهادة الليسانس في العقيدة والفلسفة عام 1969 ثم شهادة الماجستير من جامعة الأزهر عام 1971 ودرجة الدكتوراه عام 1977 في نفس التخصص من جامعة الأزهر.

## الدرجة العلمية
- شيخ الأزهر منذ (19 مارس 2010 - الآن)
- رئيس جامعة الأزهر (28 سبتمبر 2003 - 19 مارس 2010)
- عيّن عميدًا لكلية أصول الدين بالجامعة الإسلامية العالمية بباكستان.
- انتدب عميدًا لكلية الدراسات الإسلامية والعربية (بنين) بأسوان.
- انتدب عميدًا لكلية الدراسات الإسلامية والعربية للبنين بمحافظة قنا.
- عمل معيدًا، ومدرسًا مساعدًا، ومدرسًا، وأستاذًا مساعدًا للعقيدة والفلسفة بجامعة الأزهر.

### شيخًا للأزهر
في يوم 19 مارس 2010 أصدر الرئيس محمد حسني مبارك قرارًا بتعيينه شيخًا للجامع الأزهر خلفًا للدكتور محمد سيد طنطاوي.

### الجامعات التي عمل بها سابقًا
- جامعة الإمام محمد بن سعود الإسلامية في الرياض -  المملكة العربية السعودية.
- جامعة قطر في الدوحة.
- جامعة الإمارات العربية المتحدة في إمارة أبو ظبي.
- الجامعة الإسلامية العالمية في إسلام آباد -  باكستان.[11]

## آراء وفتاوى

### فتاوى دينية
يرى الطيب أن النقاب ليس فرض ولكنه مباح والفريضة هي الحجاب.

### الشأن المصري

#### عهد مبارك
كان أحمد الطيب عضوًا بأمانة السياسات بالحزب الوطني وعندما عين شيخا للأزهر رفض في البداية الاستقالة من الحزب الوطني الديمقراطي بذريعة عدم وجود تعارض بين الاثنين 
ولكنه استقال من الحزب في النهاية. وعن احتمالية تبعية الأزهر للنظام السياسي قال الطيب: «إن مؤسسة الأزهر لا تحمل أجندة الحكومة على عاتقها، لكن الأزهر لا ينبغي أن يكون ضد الحكومة؛ لأنه جزء من الدولة وليس مطلوبًا منه أن يبارك كل ما تقوم به الحكومة، وعندما جئت شيخًا للأزهر وافق الرئيس مبارك على استقالتي من عضوية المكتب السياسي للحزب الوطني؛ كي يتحرر الأزهر من أي قيد».
ويؤيد الطيب جعل منصب شيخ الأزهر بالانتخاب وليس بالتعيين من قبل رئيس الجمهورية.

#### ثورة 25 يناير
لخصت الكاتبة زينب عبد الإله موقف أحمد الطيب من ثورة 25 يناير على أنه «حذرًا مشدّدًا على الحقوق المشروعة للشعب في العدل والحرية والعيش الكريم وفي الوقت نفسه قلقًا ورافضًا أي عمل يؤدي إلى إراقة الدماء وإشاعة الفوضى في البلاد».
ففي بيان له يوم 29 يناير، وصف الطيب مطالب المتظاهرين «بالـعادلة» ولكنه حذر من الفوضى ومناشدًا الجماهير الالتزام بالهدوء.
ولكن بوضوح ذكر الشيخ أحمد الطيب وذلك بعد خطاب حسني مبارك الثاني متحدثًا عن التظاهر في ساحة التحرير أن «المظاهرات بهذا الشكل حرامٌ شرعًا» ودعوة للفوضى.
ثم أعرب عن أسفه الشديد لاشتباكات موقعة الجمل مشددًا على ضرورة التوقف فورًا عن العصبية الغاشمة، وكرر دعوته للشباب المتظاهر للتحاور.
ودعا أيضًا للتعقل ورأب الصدع والحفاظ على الأمن وقطع السبيل أمام محاولات التدخل الأجنبي لأن «الأحداث يراد بها تفتيت مصر».
وبعدما أعلن مبارك نقل سلطاته إلى نائبه عمر سليمان، حذر الطيب من استمرار المظاهرات التي أصبحت «بلا معنى وحرام شرعًا» بعد انتهاء النظام الحاكم وتحقيق مطالب الشباب ومن ثم زال المبرر الشرعي للتظاهر.
بادر الطيب في أبريل 2011 برد كافة المبالغ المالية التي تقاضاها كراتب منذ توليه مسؤولية مشيخة الأزهر الشريف كما طلب العمل بدون أجر دعما للاقتصاد المصري الذي كان يمر بأزمة بعد ثورة 25 يناير.

#### أحداث الحرس الجمهوري وفض رابعة
في تصريح أذيع على التلفزيون المصري يوم أحداث الحرس الجمهوري، 8 يوليو 2013، عزى أسر الشهداء، وطالب القائمين بست مطالب: تحقيق شفاف، وتشكيل لجنة مصالحة وطنية شاملة، والإعلان عن الخريطة الزمنية الانتقالية، ومشاركة الإعلام في المصالحة، وإطلاق سراح كافة المحتجزين السياسيين، والوقف الفوري لإسالة الدماء. وأعلن أنه في هذا الجو قد يضطر أن يعتكف في منزله، مذكرًا بقول الرسول: «لزوال الكعبة حجرا حجرا أهون عند الله عز وجل من إراقة دم مسلم بغير حق».
في بيان متلفز يوم 14 أغسطس 2013، أبرأ الطيب ذمته وذمة الأزهر من العلم المسبق بفض اعتصام رابعة، مشيرًا أنه علم به من التلفاز. وأكد على حرمة الدماء، وأن استخدام العنف ليس بديلا عن الحل السياسي والحوار، مذكرًا بالحديث القائل أن «زوال الدنيا أهون عند الله من دم امرئ مسلم». وأعلن على لسان الأزهر أسفه وحزنه لوقوع ضحايا سائلًا الله أن يرحمهم ويعزي أسرهم. وناشد الجميع تغليب صوت الحكمة وطالب الجميع الكف عن إقحام الأزهر في الصراع السياسي.

### العلاقات الخارجية
جمد الأزهر الحوار مع الفاتيكان في 20 يناير 2011 إلى أجل غير مسمى بسبب ما اعتبره تهجمًا متكررًا من البابا بنديكت السادس عشر على الإسلام ومطالبته بـ«حماية المسيحيين في مصر» بعد حادث تفجير كنيسة "القديسين" بمدينة الإسكندرية. بدوره اعتبر أحمد الطيب أن حماية المسيحيين شأن داخلي تتولاه الحكومات باعتبار المسيحيين مواطنين مثل غيرهم من الطوائف الأخرى.
ويرفض الأزهر إعادة العلاقات مع الفاتيكان إلا بعد اعتذار صريح من البابا بنديكيت السادس عشر.
أعقبت تلك التصريحات قطيعة مع الفاتيكان استمرت خمس سنوات، التقى الشيخ الطيب بعدها لأول مرة البابا فرنسيس في مايو 2016 بالمقر الباباوي في الفاتيكان. أكد رجلا الدين خلال لقائهما على «رفض العنف والإرهاب». أعقب ذلك لقاءً ثانيًا في مصر في أبريل 2017 خلال زيارة البابا فرنسيس لحضور المؤتمر العالمي للسلام الذي أقيم بقاعة مؤتمرات الأزهر، ثم لقاءً ثالثًا في الفاتيكان في 7 نوفمبر 2017 للمشاركة في الملتقى العالمي الثالث للسلام. التقاه الرابعة على هامش زيارته للفاتيكان في 16 أكتوبر 2018. وفي فبراير 2019 في العاصمة الإماراتية أبو ظبي، التقى الطيب فرنسيس مجددًا في القمة العالمية للأخوة الإنسانية، التي نظمها مجلس حكماء المسلمين، ووقعا على وثيقة الأخوة الإنسانية.
وعن إسرائيل، يرفض الطيب مصافحة شيمون بيريز أو التواجد معه في مكان واحد؛ لأن « مصافحته ستحقق مكسبًا، لأن المعنى أن الأزهر صافح إسرائيل، وسيكون ذلك خَصمًا من رصيدي، وخَصمًا من رصيد الأزهر؛ لأن المصافحة تعني القبول بتطبيع العلاقات، وهو أمر لا أقرّه إلى أن تعيد إسرائيل للفلسطينيين حقوقهم المشروعة».
في مستهل فترته شيخًا للأزهر رفض الطيب التنديد بالانتهاكات الإسرائيلية الجديدة في المسجد الأقصى، وعلل موقفه بأن تنديده لن يسفر عن جديد يذكر.

## المؤلفات
ألّف أحمد الطيب العديد من المؤلفات في العقيدة والفلسفة الإسلامية، كما أن له عدد من الدراسات والأبحاث في هذا الجانب، وبالإضافة إلى لغته العربية الأم، فإنه يتكلم اللغة الإنجليزية بطلاقة، وفيما يلي عرض لمؤلفاته:

### الكتب العلمية
- الجانب النقدي في فلسفة أبي البركات البغدادي.
- تعليق على قسم الإلهيات من كتاب تهذيب الكلام للتفتازاني.
- بحوث في الثقافة الإسلامية، بالاشتراك مع آخرين.
- مدخل لدراسة المنطق القديم.
- مباحث الوجود والماهية من كتاب المواقف، عرض ودراسة.
- مفهوم الحركة بين الفلسفة الإسلامية والفلسفة الماركسية (بحث).
- أصول نظرية العلم عند الأشعري (بحث).
- مباحث العلة والمعلول من كتاب المواقف: عرض ودراسة.

### التحقيق
- تحقيق رسالة (صحيح أدلة النقل في ماهية العقل) لأبي البركات البغدادي، مع مقدمة باللغة الفرنسية.

### الترجمة
- ترجمة كتاب Chodkiewiez, Prophetie et Sainteté dans la doctrine d'Ibn Arabi من الفرنسية إلى العربية بعنوان: الولاية والنبوة عند الشيخ محيي الدين بن عربي.
- ترجمة المقدمات الفرنسية للمعجم المفهرس لألفاظ الحديث النبوي.
- ترجمة كتاب:Osman Yahya, Histoire et classification de l'oeuvre d'Ibn Arabi (2 volumes) من الفرنسية إلى العربية بعنوان: مؤلفات ابن عربي تاريخها وتصنيفها.
- ابن عربي، في أروقة الجامعات المصرية.
- نظرات في قضية تحريف القرآن المنسوبة للشيعة الإمامية.
- دراسات الفرنسيّين عن ابن العربي.

## مهمات أخرى
- عضو الجمعية الفلسفية المصرية.
- عضو سابق بأمانة السياسات في الحزب الوطني حتى 11 أبريل 2010.[32]
- عضو المجلس الأعلى للشؤون الإسلامية.
- عضو مجمع البحوث الإسلامية.
- عضو مجلس أمناء اتحاد الإذاعة والتليفزيون.
- رئيس اللجنة الدينية باتحاد الإذاعة والتلفزيون.
- مقرر لجنة مراجعة وإعداد معايير التربية بوزارة التربية والتعليم.
- عضو أكاديمية مؤسسة آل البيت الملكية للفكر الإسلامي.